# Contea di Prince Edward (Ontario)
La contea di Prince Edward è una municipalità del Canada, situata nella provincia dell'Ontario.
Nei pressi della cittadina di Consecon, si trova l'omonimo lago.